# Сеслав
Сесла́в (болг. Сеслав) — село в Разградській області Болгарії. Входить до складу общини Кубрат.

## Населення
За даними перепису населення 2011 року у селі проживали 766 осіб.
Національний склад населення села:
| Національність   | Кількість осіб | Відсоток |
| ---------------- | -------------- | -------- |
| цигани           | 361            | 47,5%    |
| турки            | 334            | 43,9%    |
| болгари          | 54             | 7,1%     |
| інша             | 0              | 0%       |
| не визначились   | 11             | 1,4%     |
| Всього відповіли | 760            |          |

Розподіл населення за віком у 2011 році:
Динаміка населення: